# Рудникова пожежа

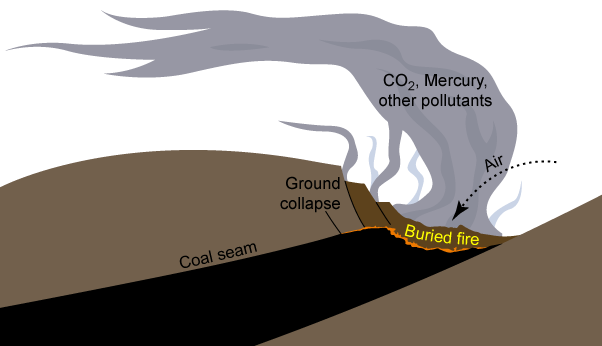
Пожежа на вугільному пласті.

Рудникові пожежі — пожежі, що виникають безпосередньо у гірничих виробках (підземних та відкритих) і в масиві корисної копалини.
До рудникових пожеж відносять і пожежі в надшахтних будинках, на складах корисної копалини і т.д., що можуть поширюватися на виробки або отруїти в них атмосферу газоподібними продуктами горіння.

## Причини рудникових пожеж
За причинами виникнення рудникові пожежі поділяються на: 
- ендогенні, що виникають від самозаймання корисної копалини (лігнітів, бурого та кам’яного вугілля, торфу, вуглистих сланців, сірчаних та сірчистих руд);
- екзогенні (первинні та рецидивні), що виникають від зовнішніх теплових імпульсів (від несправності електроустаткування, тертя і т. ін.).

За об’єктами рудникові пожежі поділяють на: 
- пожежі матеріалів та устаткування,
- пожежі пов’язані з горінням к.к., змішаного характеру.

За ступенем доступності вогнища — на зовнішні і глибинні, сконцентровані і широко розповсюджені пожежі.
Одна з характерних особливостей підземних рудникових пожеж полягає у тому, що вони протікають при обмеженому припливі повітря. Тому у порівнянні з пожежами на поверхні рудникові пожежі не завжди супроводжуються великою кількістю диму та великим полум’ям, а процес горіння може протікати значно повільніше. Про пожежі у виробленому просторі на початковій стадії можна дізнатися лише за появою у складі повітря оксиду вуглецю і поступовим підвищенням температури та вологості рудникового повітря. Складніше за все піддаються ліквідації рудникові пожежі, які виникають внаслідок самозаймання корисних копалин.

## Рудникові пожежі в Україні
Пожежі на вугільних шахтах України залишаються одним з найбільш складних і небезпечних видів аварій, які спустошують надра, знищують гірничі виробки і обладнання, що дорого коштує, завдають величезної соціальної і матеріальної шкоди і часто супроводжуються людськими жертвами. За даними Науково-дослідного інституту гірничорятувальної справи (НДІГС), на шахтах України щорічно відбувається від 15 до 40 ендогенних і від 50 до 80 екзогенних підземних пожеж, що завдають економічного збитку підприємствам у розмірі 25–80 млн грн. за рік.